# Kormidelní páka

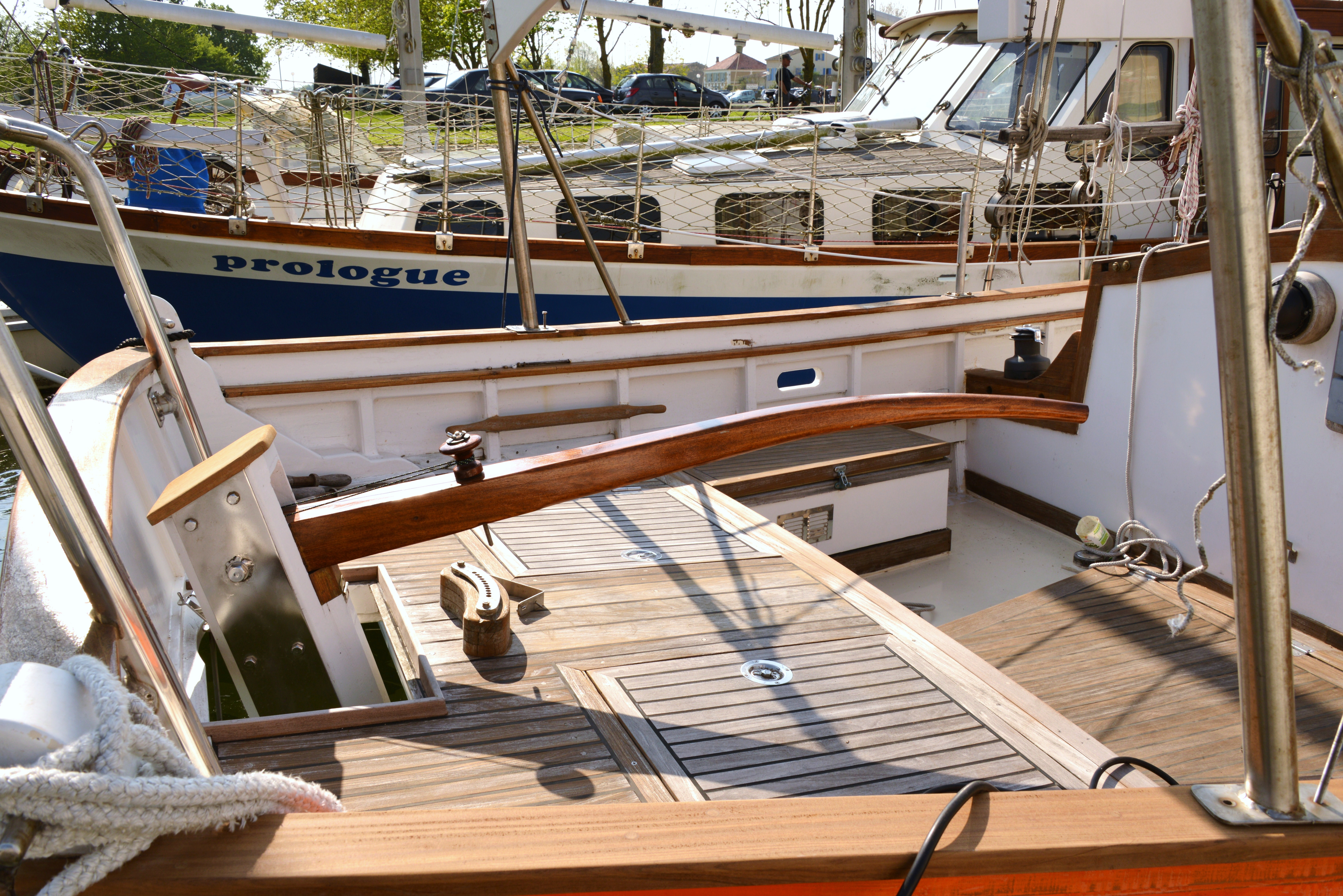
Kormidelní páka na palubě goelety (malého škuneru)

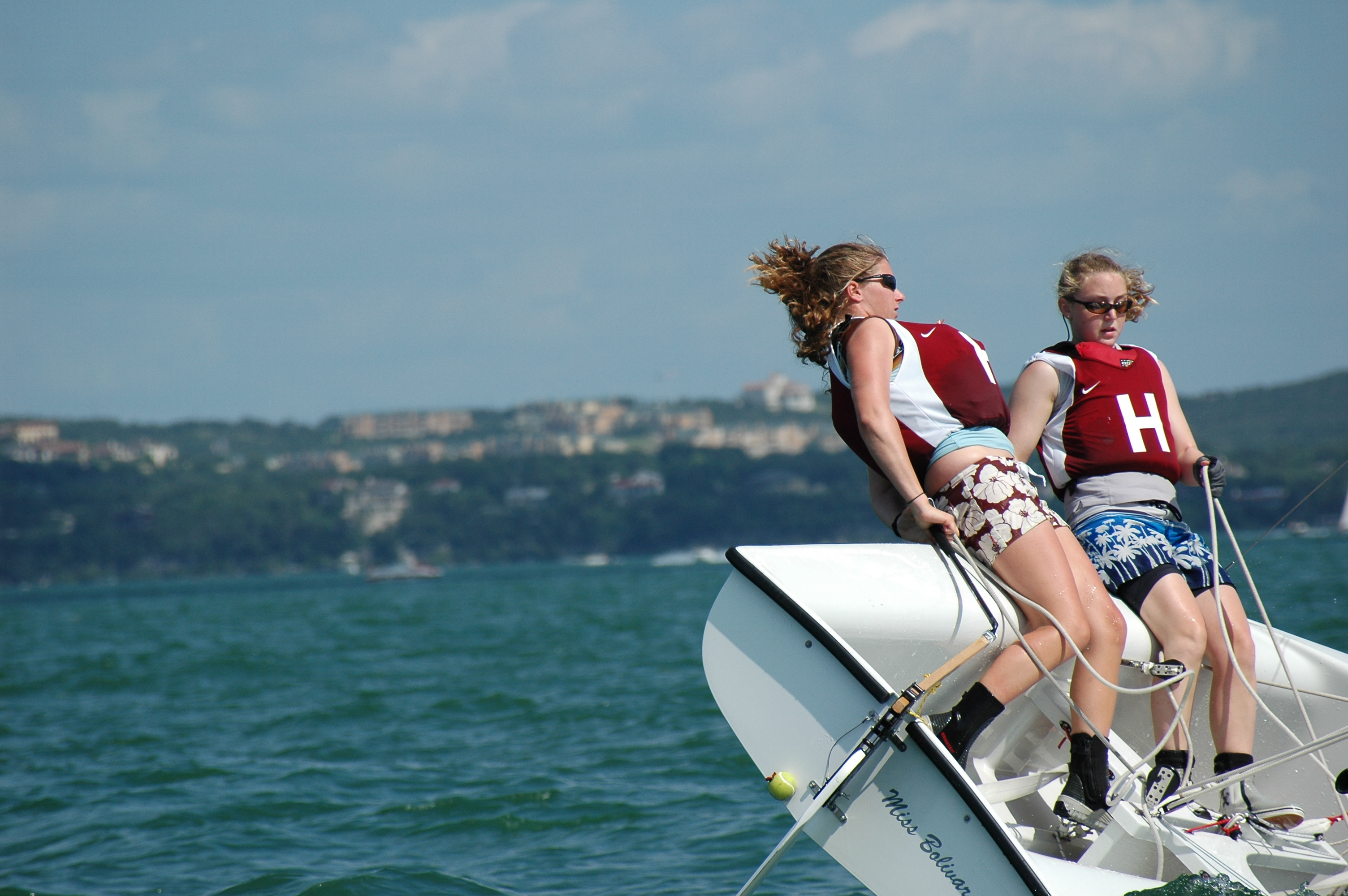
Kormidelnice ovládá kormidelní páku pomocí píny

Kormidelní páka je páka sloužící k ovládání kormidla plavidel. Čluny a menší lodě jsou zpravidla ovládány přímo pákou, zatímco větší lodě užívají kormidelní kolo. Někdy je kormidelní páka vybavena prodloužením, které se nazývá pína, a umožňuje kormidelníkovi snáze ovládat kormidlo i v krajních polohách.
Princip fungování je založen na tom, že otočení páky, připevněné ke knize kormidla, jedním směrem, otočí list kormidla na stranu opačnou, na niž se poté začne stáčet příď plujícího plavidla.
Pákou byly ovládány i některé nejstarší automobily, dříve než došlo k rozšíření volantu.